# Avondale (Arizona)
Avondale ist eine Stadt im Maricopa County im US-Bundesstaat Arizona der Vereinigten Staaten.
Das U.S. Census Bureau hat bei der Volkszählung 2020 eine Einwohnerzahl von 89.334 ermittelt.
Avondale liegt zwischen der Interstate 10 und der Arizona State Route 85.
Auf dem Stadtgebiet befindet sich der Phoenix International Raceway (PIR), eine Autorennstrecke, auf welchem unter anderem jährlich Autorennen mehrerer NASCAR-Serien durchgeführt werden.
Unmittelbar südwestlich grenzt der Phoenix Goodyear Airport an die Stadt, auf dem unter anderem die Lufthansa seit 1970 ihre Nachwuchspiloten ausbildete. Des Weiteren liegt nördlich der Stadt die Luke Air Force Base.